# Gathering of Developers
Gathering of Developers, Inc. (auch bekannt unter den Kurzformen Gathering und God Games) war eine US-amerikanische Tochtergesellschaft von Take 2 Interactive mit Sitz in New York City. 

## Geschichte
GOD wurde 1998 von Mike Wilson und Harry A. Miller in Dallas, Texas gegründet. Anfangs handelte es sich um einen losen Zusammenschluss von sechs Studios, die von Take 2 vertrieblich unterstützt wurden. Das Ziel: Spiele ohne Druck vonseiten eines Publishers entwickeln zu können. Zu den Gründungsstudios gehören 3D Realms, Edge of Reality, Epic MegaGames, PopTop Software, Ritual Entertainment und Terminal Reality.
Ab 1999 diente ihnen Take 2 als Vertriebslabel für Videospiele, zuerst in den Vereinigten Staaten, später weltweit. 2000 wurde Gathering komplett von Take 2 übernommen. Bestandteil dieser Übernahme war ebenfalls die Unternehmensübernahme von PopTop Software. Die anderen Gründerstudios blieben selbstständig und unterzeichneten, wenn überhaupt, lediglich Publishingverträge mit Take 2.
Im Jahr 2004 wurde die Eingliederung Gatherings in die Schwestergesellschaft Global Star Software bekanntgegeben, so dass Gathering eine Zeit lang zwar nicht mehr als Label, aber noch als Tochtergesellschaft von Take 2 existierte. Den Quasi-Nachfolger stellt das Label 2K Games dar, da viele Spiele, die zuvor bei Gathering erscheinen sollten, später bei 2K Games erschienen (z. B. Close Combat: First to Fight). Ebenfalls wurden einige Reihen bei 2K Games fortgesetzt (z. B. mit Stronghold 2, Serious Sam II oder Vietcong 2).

## Veröffentlichungen
- 4x4-Evolution-Reihe (Terminal Reality)
- Age-of-Wonders-Reihe (Triumph Studios)
- Arena Wars (Ascaron/exDream)
- Fly!-Reihe (Terminal Reality)
- Heavy Metal: F.A.K.K.² (Ritual Entertainment)
- Hidden-&-Dangerous-Reihe (Illusion Softworks)
- Mafia (Illusion Softworks)
- Max Payne (Remedy Entertainment)
- Oni (Bungie Studios)
- Railroad Tycoon II und Railroad Tycoon 3 (PopTop Software)
- Rune (Human Head Studios)
- Serious Sam: The First Encounter und The Second Encounter (Croteam)
- Space Colony (Firefly Studios)
- Stronghold und Stronghold Crusader (Firefly Studios)
- Tropico (PopTop Software)
- Vietcong (mit Add-on Fist Alpha; Illusion Softworks/Pterodon)